# ジョージ・ウィシャート

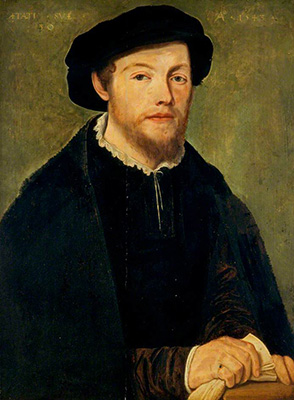
ジョージ・ウィシャート

ジョージ・ウィシャート（George Wishart, 1513年 - 1546年3月1日）は、スコットランド宗教改革のプロテスタント殉教者である。

## 経歴
ルーフェン大学を卒業し、モントローズで教師としてギリシャ語新約聖書を教えていたが、1538年司教により異端の嫌疑をかけられたため、イングランドに逃れた。彼はトマス・クランマー大司教によっていくつかの発言を訂正した。1539年から1540年に、ドイツとスイスを訪問したと言われている。1542年ケンブリッジに入った。1543年に、スコットランド女王メアリー1世の問題のため、スコットランドに帰国し、再びモントローズに戻った。

## 巡回説教
1544年から巡回説教師としてスコットランドをめぐった。この逸話は彼の弟子ジョン・ノックスによって紹介されている。ノックスは、ウィシャートによって回心した。ウィシャートは、生命の危険にさらされながら、ローマ教皇制の誤りとその権力の乱用を告発するメッセージをしていたが、ついに1545年12月ボスウェルの伯爵に捕えられ、1546年1月19日エジンバラ城に移送された。そこで見せしめのための裁判を受け、1546年3月1日に火あぶりで処刑され殉教した。ジョン・フォックスとノックスは、5月29日の枢機卿の死はウィシャートの殉教の報いとしている。

## 遺産
ウィシャートは1544年から1545年の説教において、ジャン・カルヴァンとフルドリッヒ・ツヴィングリの信仰をスコットランドに広めた。
彼は1536年に第一スイス信条を英語に翻訳した。そして、審問の時には、告解が秘跡であることを否定し、信仰を持つクリスチャンすべてが万人祭司であることを主張し、ローマ・カトリックの教えを拒絶した。彼は、真の教会が、神のことばが忠実に説教され、二つの礼典（洗礼と聖餐）が正しく説教されるところであると宣言した。
後の時代セント・アンドルーズに、ジョージ・ウィシャート、パトリック・ハミルトン、宗教改革の殉教者を記念して殉教者記念碑が建てられた。